# مسجد شیخی‌ها
مسجد شیخیها مربوط به دوره صفوی - دوره قاجار است و در یزد، محله وقت الساعت واقع شده و این اثر در تاریخ ۴ مرداد ۱۳۷۸ با شمارهٔ ثبت ۲۴۰۱ به‌عنوان یکی از آثار ملی ایران به ثبت رسیده‌است.